# Гендерсон (Північна Кароліна)
Гендерсон (англ. Henderson) — місто (англ. city) в США, в окрузі Венс штату Північна Кароліна. Населення — 15 060 осіб (2020).

## Географія
Гендерсон розташований за координатами 36°19′31″ пн. ш. 78°24′56″ зх. д. / 36.32528° пн. ш. 78.41556° зх. д. (36.325371, -78.415594).  За даними Бюро перепису населення США в 2010 році місто мало площу 22,04 км², з яких 22,03 км² — суходіл та 0,01 км² — водойми.

## Демографія
Згідно з переписом 2010 року, у місті мешкало 15 368 осіб у 6164 домогосподарствах у складі 3770 родин. Густота населення становила 697 осіб/км².  Було 7101 помешкання (322/км²).
Расовий склад населення:
| - 64,0 % — чорних або афроамериканців - 30,0 % — білих - 0,8 % — азіатів - 0,3 % — корінних американців - 3,4 % — осіб інших рас |

До двох чи більше рас належало 1,4 %. Частка іспаномовних становила 6,4 % від усіх жителів.
За віковим діапазоном населення розподілялося таким чином: 25,5 % — особи молодші 18 років, 57,2 % — особи у віці 18—64 років, 17,3 % — особи у віці 65 років та старші. Медіана віку мешканця становила 38,6 року. На 100 осіб жіночої статі у місті припадало 79,9 чоловіків;  на 100 жінок у віці від 18 років та старших — 73,6 чоловіків також старших 18 років.
Середній дохід на одне домашнє господарство  становив 41 953 долари США (медіана — 23 904), а середній дохід на одну сім'ю — 47 890 доларів (медіана — 31 184). Медіана доходів становила 30 000 доларів для чоловіків та 30 408 доларів для жінок. За межею бідності перебувало 33,8 % осіб, у тому числі 45,9 % дітей у віці до 18 років та 14,8 % осіб у віці 65 років та старших.
Цивільне працевлаштоване населення становило 4653 особи. Основні галузі зайнятості: освіта, охорона здоров'я та соціальна допомога — 23,5 %, виробництво — 16,2 %, роздрібна торгівля — 15,9 %.